# 서브노티카
《서브노티카》(Subnautica)는 언노운 월드 엔터테인먼트가 개발하고 배급한 오픈 월드 서바이벌 액션 어드벤처 비디오 게임이다.
플레이어는 우주선이 행성 4546B라는 외계 행성의 표면에 충돌한 이후 행성의 바다를 자유로이 탐험할 수 있다. 플레이어는 자원을 모으고 생존을 위해 생명체들을 마주해야 한다.
서브노티카는 2014년 12월 마이크로소프트 윈도우용으로 얼리 액세스 방식으로 첫 출시되었으며 맥 OS X의 경우 2015년 6월, 엑스박스 원의 경우 2016년 5월 출시되었다.
얼리 액세스가 종료된 풀 릴리스는 마이크로소프트 윈도우 한정으로 스팀을 통해 2018년 1월에 이루어졌으며 나중에 2018년 12월 4일 엑스박스 원 버전과 함께 디스코드, 에픽게임즈 스토어에서 이루어졌고 이때 플레이스테이션 4 또한 얼리 액세스가 해제되었다. 2020년 1월, 타이틀 판매량은 500만 본을 초과하였다.
서브노티카의 속편 서브노티카: 빌로우 제로(Subnautica: Below Zero)는 2019년 1월 30일에 얼리 액세스로 출시되었으며 2021년 5월 14일에 정식 출시되었다. 세 번째 작품인 서브노티카2는 2025년에 얼리 액세스로 출시될 예정이다.

## 게임플레이
서브노티카는 오픈 월드 환경을 배경으로 하는 서바이벌 어드벤처 게임으로, 일인칭 관점에서 플레이된다. 플레이어는 오로라(Aurora)라는 우주선의 유일한 생존자이며 4546B라는 이름의 머나먼 바다행성에 좌초되었다.
플레이어의 주요 목적은 바다를 탐구하고 생존하는 동시에 줄거리 전개를 위해 임무를 완수하는 것이다. 서브노티카에서 플레이어는 자원 수집, 도구, 기지, 잠수정 조립, 행성의 야생생물과의 소통이 가능하다.
게임 대부분의 배경은 2개의 탐험 가능한 섬이 있는 물 속이며 시야에 영향을 주는 밤낮 주기가 시뮬레이트된다. 새 게임이 시작되면 플레이어는 다음 4가지의 난이도 모드 중 하나를 선택하여야 한다:
- 서바이벌 : 산소, 체력, 양분, 수분 수치가 있어서, 질식과 해양 생물의 공격을 피하며 자원을 모으는 와중에 끊임없이 식량과 물을 구해야 한다. 체력을 모두 잃을 경우 즉시 사망하고, 산소를 모두 사용하면 화면이 천천히 어두워지다 곧 질식사하며, 양분 또는 수분이 없으면 채울 때까지 체력이 한 번에 약 10씩 계속 줄어든다. 죽으면 수집한 아이템 대부분을 그 자리에 떨어트리고, 앞서 출발한 포드나 기지, 사이클롭스에서 부활한다.
- 프리덤 모드 : 산소와 체력 수치만 있어서 먹고 마시는 것을 구하는 데 시간을 보낼 필요가 없다.
- 하드코어 모드 : 부활을 할 수 없으며 사망 시 세이브 데이터 삭제. 산소 분량 30초, 10초 때 해주는 산소 부족 경고를 해주지 않는다.
- 크리에이티브 모드 :  샌드박스 모드와 비슷하다. 산소, 체력, 양분, 수분 등 죽음에 이르는 수치가 전부 없다. 처음부터 씨글라이드, 빌더, 정지 소총, 중력건, 탈것 제작기, 발열나이프, 손전등, 물갈퀴, 부유충 5마리가 지급된다. 자원 없이 모든 아이템을 제작할 수 있으며, 스캔, 건설, 생명체 부화 등에 걸리는 시간이 다른 게임 모드보다 빠르다. 전엔 오로라 호 폭발, 썬빔 호의 구조 활동 등 이벤트가 발생하지 않았으나 1월 업데이트로 아주 잘 진행된다. 또한, 생물들이 플레이어를 전혀 인식하지 못 한다.

## 평가
서브노티카는 출시 전 긍정적인 평가를 받았다. PC 게이머의 Ian Birnbaum은 서브노티카를 마인크래프트의 물 속으로 기술하였다.